# Plateau bavarois
Le Plateau bavarois, en allemand Bayerische Hochebene, ou plateau de Bavière, est un plateau d'Allemagne situé dans le Sud de la Bavière, entre les Alpes bavaroises au sud, le Danube au nord et le Lech à l'ouest. Il est drainé par plusieurs rivières descendant des Alpes et affluents du Danube qui alimentent plusieurs grands lacs comme ceux de Starnberg, Ammer ou encore le Chiemsee, le tout dans un paysage vallonné au centre duquel se situe la ville de Munich.